# Ketanggan (Gringsing)
Ketanggan is een bestuurslaag in het regentschap Batang van de provincie Midden-Java, Indonesië. Ketanggan telt 4420 inwoners (volkstelling 2010).